# Marquesado de Bacares

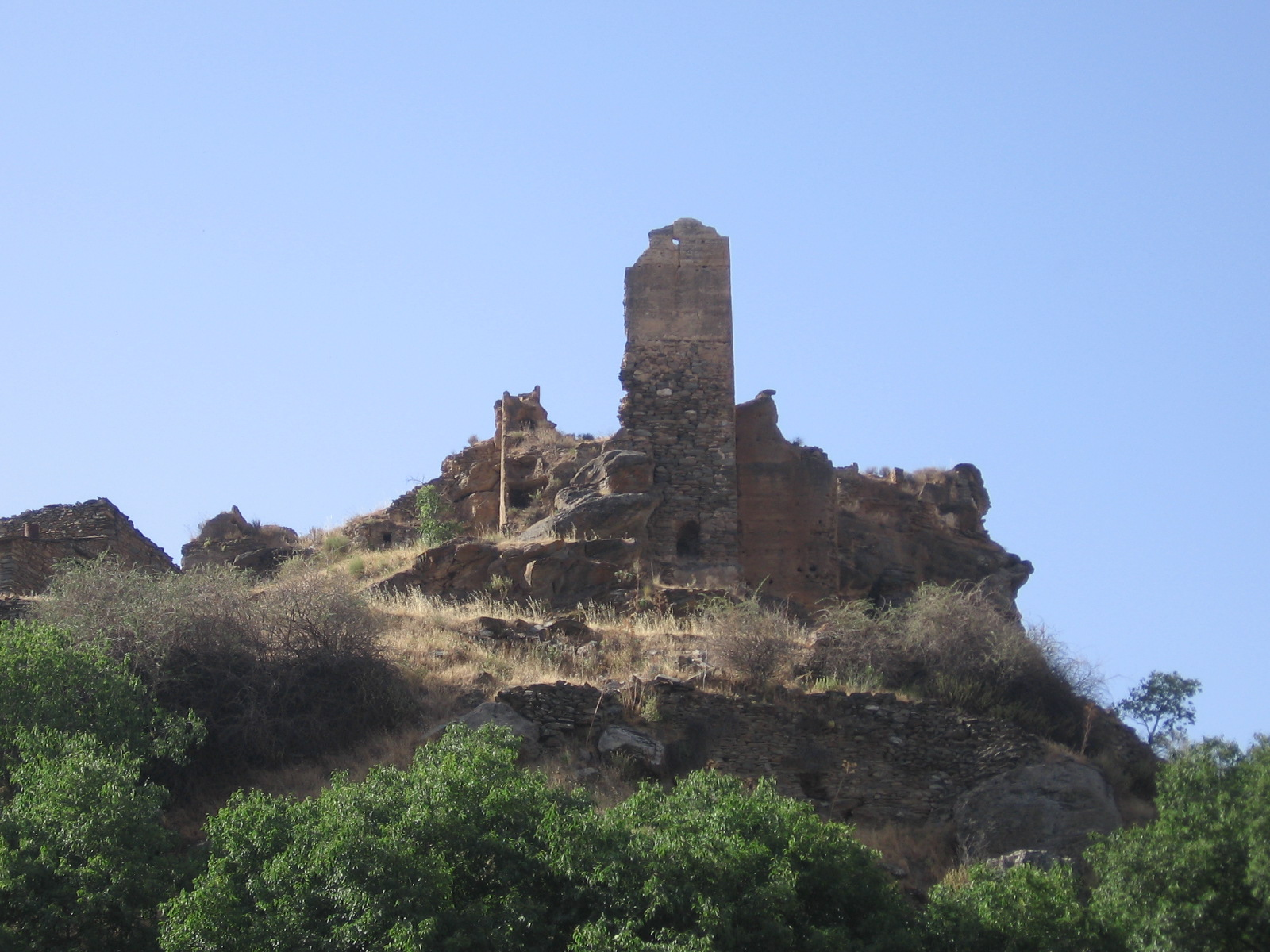
Ruinas del Castillo de Bacares.

El marquesado de Bacares es un título nobiliario español creado en 1625 por el Rey Felipe IV como título de espera para los primogénitos de la casa de los condes de la Puebla del Maestre, en cabeza de Diego de Cárdenas y Herrera, primogénito a la sazón del IX conde, a quien sucedió en la casa principal doce años después.
Su denominación alude a la villa y municipio de Bacares en la provincia de Almería. Esta villa, junto con las vecinas de Gérgal y Velefique y el lugar de Febeire, integraban el señorío y estado de Bacares, que fue otorgado por los Reyes Católicos en el repartimiento del reino de Granada a Alonso de Cárdenas, último maestre de la Orden de Santiago, fundador y I señor de la villa y castillo que en su memoria se llamó Puebla del Maestre. Su hija Juana de Cárdenas, II señora de Bacares y de la Puebla del Maestre, fundó cuatro mayorazgos con facultad de los mismos Reyes por escritura que otorgó en 1514 junto con Pedro Portocarrero, su marido, VIII señor de Moguer y VI de Villanueva del Fresno, en favor de sendos hijos del matrimonio. Uno de ellos fue para Alonso de Cárdenas, su segundogénito, que ya era desde 1506 el I conde de la Puebla, y para integrarlo señalaron los estados de Bacares y la Puebla del Maestre, con muchos otros bienes.

## Sucesionesautomáticasdurante el Antiguo Régimen
Desde su creación en 1625 y hasta la Desvinculación de 1820, el marquesado de Bacares tuvo el carácter y régimen de título de espera para los primogénitos de la casa de los condes de la Puebla del Maestre. Durante el Antiguo Régimen, a esta clase de títulos se les reconocía un cierto automatismo sucesorio ad honorem, de modo que los primogénitos de los condes de la Puebla recibían el dictado de marqueses de Bacares sin haber titulado efectivamente por este marquesado. Y era al suceder en la casa principal cuando pagaban las medias annatas y obtenían los Reales Despachos de sucesión en ambas mercedes. Esto daba lugar a una cierta ambigüedad en el uso del título: en un mismo momento, el dictado de marqués de Bacares se podía aplicar al primogénito (con frecuencia de corta edad) o a su padre el conde, que era el titular del último Real Despacho y el señor de la villa y estado de Bacares, vinculado al mayorazgo de la Puebla.

## Lista de marqueses de Bacares
En esta lista se incluye a cuatro marquesas (la III, la VI, la VII y la VIII) que no llegaron a suceder en la casa principal, aunque fueron primogénitas, ni titularon por el marquesado. Para los trece primeros titulares, se indican como «periodo» los años en que cada uno fue inmediato sucesor del anterior conde de la Puebla. Esta cronología se complementa con el periodo de posesión de la casa principal, indicado entre paréntesis junto al nombre de cada uno.
|                           | Titular | Periodo                |
| Creación por Felipe IV    | Creación por Felipe IV | Creación por Felipe IV |
| ------------------------- | --- | ---------------------- |
| I                         | Diego de Cárdenas y Herrera, I marqués de Bacares, X conde de la Puebla del Maestre (1637-1659)                                                                                      | 1625-1637              |
| Sucesiones automáticas    | |                        |
| II                        | José Alejo de Cárdenas Ulloa y Zúñiga, II marqués de Bacares, XI conde de la Puebla del Maestre (1659-1665)                                                                          | 1637-1659              |
| III                       | Antonia de Cárdenas Cabrera y Bobadilla, III marquesa de Bacares | 1659-c.1663            |
| IV                        | Francisca de Cárdenas Cabrera y Bobadilla, IV marquesa de Bacares, XII condesa de la Puebla del Maestre (1665-1669)                                                                  | c.1663-1665            |
| V                         | Lorenzo de Cárdenas Ulloa y Zúñiga, V marqués de Bacares, XIII conde de la Puebla del Maestre (1670-1706)                                                                            | 1665-1670              |
| VI                        | Mariana de Cárdenas y Saavedra, VI marquesa de Bacares | c.1670-c.1690          |
| VII                       | María Luisa de Cárdenas y Saavedra, VII marquesa de Bacares | c.1690-1699            |
| VIII                      | María Carlota Osorio y Cárdenas, VIII marquesa de Bacares | 1699-1707              |
| IX                        | Catalina de Cárdenas y Colón de Toledo, IX marquesa de Bacares, XIV condesa de la Puebla del Maestre (1707-1707). No fue inmediata sucesora de un conde.                             | -                      |
| X                         | Lorenza Francisca de Cárdenas Portugal y Colón, X marquesa de Bacares, I condesa de Montenuevo y XV de la Puebla del Maestre (1707-1710)                                             | 1707-1708              |
| XI                        | Mariana Enríquez de Cárdenas y Portugal, XI marquesa de Bacares, XVI condesa de la Puebla del Maestre (1710-1767)                                                                    | 1708-1710              |
| XII                       | Isabel Pacheco Portocarrero y Cárdenas, XII marquesa de Bacares y IV de la Torre de las Sirgadas, XVII condesa de la Puebla del Maestre (c.1775-1782)                                | c.1765-c.1775          |
| XIII                      | Francisco de Paula Fernández de Córdoba y Pacheco, XIII marqués de Bacares, V del Vado del Maestre y V de la Torre de las Sirgadas, XVIII conde de la Puebla del Maestre (1782-1824) | 1806-1824              |
| XIV                       | Francisco de Paula Fernández de Córdoba y Pacheco, XIV marqués de Bacares, VI del Vado del Maestre y VI de la Torre de las Sirgadas, XIX conde de la Puebla del Maestre (1850-1858)  | 1782-1849              |
| Sucesiones por Real Carta | |                        |
| XV                        | Francisco de Paula Fernández de Córdoba y Vera de Aragón, XV marqués de Bacares (R.C. 1849)                                                                                          | 1849-1854              |
| XVI                       | Gonzalo Fernández de Córdoba y Montes, XVI marqués de Bacares (R.C. 1855) | 1855-1857              |
| XVII                      | Francisco de Paula Fernández de Córdoba y Montes, XVII marqués de Bacares (R.C. 1859), XX conde de la Puebla del Maestre (1859-1915)                                                 | 1859-1915              |
| XVIII                     | Francisco Fernández de Córdoba y Fernández, XVIII marqués de Bacares (R.C. 1918), XXI conde de la Puebla del Maestre (1918-1956)                                                     | 1918-1956              |
| XIX                       | María Teresa Fernández de Córdoba y Castañeda, XIX marquesa de Bacares (Carta 1958), XXII condesa de la Puebla del Maestre (1958-2004)                                               | 1958-1981              |
| XX                        | Francisco de Paula Bernaldo de Quirós y Fernández de Córdoba, XX marqués de Bacares (R.C. 1981), XXIII conde de la Puebla del Maestre (desde 2004)                                   | 1981-actual            |